# Нассау-Ветеранс-Меморіал-колісіум
40°43′22″ пн. ш. 73°35′26″ зх. д. / 40.722777777778° пн. ш. 73.590555555556° зх. д.
«Нассау-Ветеранс-Меморіал-колісіум» (англ. Nassau Veterans Memorial Coliseum) — спортивний комплекс у Юніондейл на острові Лонг-Айленд у США, відкритий у 1972; люб'язно прозваний «Колісіум». Місце проведення міжнародних змагань з кількох видів спорту і домашня арена для команда НХЛ Нью-Йорк Айлендерс.